# Якуше
Якуше (пол. Jakusze) — село в Польщі, у гміні Тшебешув Луківського повіту Люблінського воєводства.
Населення — 198 осіб (2011).
У 1975-1998 роках село належало до Седлецького воєводства.

## Демографія
Демографічна структура станом на 31 березня 2011 року:
|          | Загалом | Допрацездатний вік | Працездатний вік | Постпрацездатний вік |
| -------- | ------- | ------------------ | ---------------- | -------------------- |
| Чоловіки | 101     | 30                 | 53               | 18                   |
| Жінки    | 97      | 20                 | 49               | 28                   |
| Разом    | 198     | 50                 | 102              | 46                   |